# 大石樹
大石 樹 （おおいし いつき、1997年2月3日 - ）は、日本の俳優、タレントである。静岡県出身。

## 来歴
ラウドヒル計画参加者から選抜された男性8人組による粗にして野だが卑ではない精鋭舞台集団『エイトビート』のメンバーである。

## 出演

### 舞台
2013年
- ラウドヒル計画 エスパルスオフィシャルダンスミュージカル『GO!!ALL』（7月6日-7日、静岡市民文化会館）[2]

2014年
- ラウドヒル計画エスパルスオフィシャルダンスミュージカル『GO!!ALL returns』（9月27日-28日、静岡市民文化会館）

2015年
- ラウドヒル計画『STAND UP! 〜シズオカ独立宣言 家康再起動〜』（3月28日-29日、静岡市民文化会館）
- ラウドヒル計画 『STAND UP! 〜シズオカ独立宣言 家康再起動〜』再演（9月22日-23日、静岡市民文化会館）

2016年
- エイトビート STAGE1.00『スターダストメモリー』（7月15日、静岡市民文化会館）[3]

2017年
- ラウドヒル計画 『ACTION!! 〜シズオカ新撰組血風録〜』（3月11日-12日、静岡市民文化会館）[4]
- エイトビート STAGE1.01『スターダストメモリー』再演（5月3日、静岡市民文化会館）[5]
- エイトビート STAGE2.00『BIRDMEN』（12月1日-2日、静岡市民文化会館）[6]

2018年
- ラウドヒル計画『Fly me to the Moon ～タケトリストーリー～』（3月11日、静岡市民文化会館）[7]
- ラウドヒル計画『BEAT IT!! ～新今川物語2018～』（11月3日-4日、静岡市民文化会館）[8]

2019年
- 近藤良平・コンドルズ×障がい者ダンスチーム・ハンドルズ 静岡公演2019『君となら なんか変われる 気がするの』（1月20日、静岡市民文化会館）
- エイトビート STAGE2.01『BIRDMEN』再演（3月20日-21日、静岡市民文化会館）
- ラウドヒル計画 『BEAT IT!! ～新今川物語2019～』再演（5月5日、静岡市民文化会館）[9]
- エイトビート STAGE3.00『Five Star』（10月5日-6日、静岡市民文化会館）

2020年
- 浪漫活劇譚『艶漢』第四夜（2月16日-3月1日、シアターサンモール）[10]
- エイトビート STAGE3.01『Five Star』再演（3月28日、静岡市民文化会館）[注 1]
- 極上文學 第十五弾『桜の森の満開の下 ～罪～』（4月29日-5月9日、新宿FACE・5月15日-17日、OBP円形ホール）[注 2][11]
- 『文豪ストレイドッグス 序』探偵社設立秘話・太宰治の入社試験（9月11日-27日、あうるすぽっと）[12]

2021年
- エイトビート STAGE3.01『Five Star』再演（3月20日〜21日）
- 『文豪ストレイドッグス』DEAD APPLE（4月16日～4月18日 COOL JAPAN PARK OSAKA WWホール、4月23日～5月5日 日本青年館ホール）[13]
- 『文豪ストレイドッグス』太宰、中也、十五歳（10月5日～10月12日 よみうり大手町ホール、10月16日～10月17日 COOL JAPAN PARK OSAKA WWホール、10月21日～10月24日 シアター1010 大ホール）[14]
- 『FLASH！〜アベハナネヴァーエンド〜』（10月30日〜31日）
- エイトビート STAGE2.02『BIRDMEN』再々演（11月5日）

2022年
- ハイポジション×エイトビート 『Kiss of Life』（3月26日～3月27日）
- 『FLASH！〜アベハナネヴァーエンド〜』再演（7月2日〜3日）
- エイトビート STAGE3.02『Five Star』再演（9月4日）

日）
2023年
- エイトビート STAGE4.020『JUST A HERO』（1月21日～1月22日）
- ハイポジション×エイトビート 『Kiss of Life』（3月18日～3月19日）
- 脳内クラッシュ演劇 『DRAMAtical Murder』フラッシュバック (4月28日～5月7日、品川プリンスホテル ステラボール) [15]
- 『文豪ストレイドッグス』共喰い（6月9日～6月11日 COOL JAPAN PARK OSAKA WWホール、6月22日～7月2日 日本青年館ホール）[16]

2024年
- 青☆組『星降る教室』（12月7日-15日）[17]

### テレビCM
- 静岡産業大学(2015年)
- 日本マクドナルド「ハッピーセット」(2018年)
- HondaバイクCM「バイクに乗っちゃう？」(2019年)

### その他の出演
- PKCZ ft. CL & Afrojack - CUT IT UP 　MV出演(2019年)[18]